# Tudivasum rasilistoma
Tudivasum rasilistoma is een slakkensoort uit de familie van de Turbinellidae. De wetenschappelijke naam van de soort is voor het eerst geldig gepubliceerd in 1959 door Abbott.